# Cosmic Egg
Albums de Wolfmother
Wolfmother
(2005) New Crown
(2014)
Singles
1. Back Round
Sortie : 2 juin 2009
2. New Moon Rising
Sortie : 25 août 2009
3. White Feather
Sortie : 29 décembre 2009
4. Far Away
Sortie : 10 juin 2010

Cosmic Egg est le deuxième album studio du groupe australien de heavy metal Wolfmother, publié le 23 octobre 2009 par Modular Recordings et produit par Alan Moulder.
Cet album fut enregistré fut enregistré en avril et mai 2009 aux États-Unis, plus précisément dans les Studios Sound City et Sunset Sound Recorders de Los Angeles.
Il se classa à la 3e place des charts australiens et fut certifié disque d'or.

## Liste des chansons
Toutes les chansons sont écrites et composées par Andrew Stockdale.
| No  | Titre               | Durée |
| --- | ------------------- | ----- |
| 1.  | California Queen    | 3:55  |
| 2.  | New Moon Rising     | 3:46  |
| 3.  | White Feather       | 3:04  |
| 4.  | Sundial             | 3:48  |
| 5.  | In the Morning      | 5:40  |
| 6.  | 10,000 Feet         | 4:09  |
| 7.  | Cosmic Egg          | 4:04  |
| 8.  | Far Away            | 4:00  |
| 9.  | Pilgrim             | 4:50  |
| 10. | In the Castle       | 5:42  |
| 11. | Phoenix             | 4:45  |
| 12. | Violence of the Sun | 6:02  |

## Musiciens
- Andrew Stockdale: chant, guitares, lead guitare
- Ian Peres: basse, claviers
- Aidan Nemeth: guitare rythmique
- Dave Atkins: batterie, percussions, cordes sur 10 000 Feet

Musicien additionnel
- Kenny Segal: cordes sur 10 000 Feet

## Charts & certification

### Album
Charts
| Pays                                  | Durée du classement | Meilleur classement | Date              |
| ------------------------------------- | ------------------- | ------------------- | ----------------- |
| Allemagne (GfK Entertainment)         | 5 semaines          | 11e                 | 6 novembre 2009   |
| Australie (ARIA Charts)               | 9 semaines          | 3e                  | 8 novembre 2009   |
| Autriche (Ö3 Austria Top 40)          | 5 semaines          | 11e                 | 6 novembre 2009   |
| Belgique (V) (Ultratop)               | 5 semaines          | 38e                 | 7 novembre 2009   |
| Belgique (W) (Ultratop)               | 1 semaine           | 68e                 | 7 novembre 2009   |
| Canada (Canadian Album Chart)         | 1 semaine           | 12e                 | 14 novembre 2009  |
| Danemark (Tracklisten)                | 1 semaine           | 36e                 | 6 novembre 2009   |
| Écosse (Scottish Album Chart)         | 2 semaines          | 33e                 | 1er novembre 2009 |
| Espagne (Promusicae)                  | 2 semaines          | 53e                 | 1er novembre 2009 |
| États-Unis (Billboard 200)            | 4 semaines          | 16e                 | 14 novembre 2009  |
| Finlande (Suomen virallinen lista)    | 1 semaine           | 32e                 | 2 novembre 2009   |
| France (SNEP)                         | 5 semaines          | 67e                 | 30 octobre 2009   |
| Italie (FIMI)                         | 1 semaine           | 78e                 | 5 novembre 2009   |
| Norvège (VG-lista)                    | 3 semaines          | 15e                 | 2 novembre 2009   |
| Nouvelle-Zélande (RMNZ Albums Top40)  | 2 semaines          | 24e                 | 9 novembre 2009   |
| Pays-Bas (MegaCharts)                 | 4 semaines          | 14e                 | 31 octobre 2009   |
| Royaume-Uni (UK Albums Chart)         | 2 semaines          | 35e                 | 1er novembre 2009 |
| Royaume-Uni (UK Rock and Metal Chart) | 16 semaines         | 2e                  | 1er novembre 2009 |
| Suède (Sverigetopplistan)             | 1 semaine           | 27e                 | 6 novembre 2009   |
| Suisse (Schweizer Hitparade)          | 4 semaines          | 26e                 | 8 novembre 2009   |

Certification
| Pays      | Certification | Ventes   | Date            |
| --------- | ------------- | -------- | --------------- |
| Australie | Platine       | 70 000 + | 6 novembre 2009 |

### Single
| Single          | Chart                    | Durée du classement | Position | Date            |
| --------------- | ------------------------ | ------------------- | -------- | --------------- |
| New Moon Rising | (Mainstream Rock Tracks) | 7 semaines          | 33e      | 10 octobre 2009 |
| New Moon Rising | (Alternative Songs)      | 3 semaines          | 38e      | 17 octobre 2009 |
| New Moon Rising | (ARIA Charts)            | 1 semaine           | 50e      | 8 novembre 2009 |
| New Moon Rising | (Ö3 Austria Top 40)      | 1 semaine           | 73e      | 6 novembre 2009 |
| New Moon Rising | (Canada Rock)            | 21 semaines         | 16e      | 7 novembre 2009 |